# Villarembert
Villarembert est une commune française rurale de montagne, située dans le département de la Savoie en région Auvergne-Rhône-Alpes.

## Géographie
Les communes les plus proches de Villarembert sont Saint-Jean-d'Arves, Fontcouverte-la-Toussuire et Albiez-Montrond. La gare TGV la plus proche est à Saint-Jean-de-Maurienne, à 6,9 kilomètres.
D'un point de vue hydrographique, Villarembert est traversée par 16 ruisseaux qui sont les ruisseaux de l'Edioulaz, du Rafour, de Garney, des Combes, du Merderel, du Cruet, du Champ Pérousaz, de la Lombardaz, de la Ville, de l'Église, du Racourt, du Roset, du Plan de l'Oullaz, de la Grande-Combe, de Coin Long et du Petit Corbier.
Le parc naturel des Écrins se trouve à une vingtaine de kilomètres au sud de la commune, au-delà de la vallée de la Romanche. Villarembert possède sur son territoire la station de ski du Corbier, intégrée depuis 2002 dans le domaine des Sybelles.

### Catastrophes naturelles et risques naturels
En novembre 1982, la commune a subi une tempête. En février 1990, elle a été victime d'inondations et de coulées de boue.
Parmi les risques potentiels, on compte également les avalanches et mouvements de terrain.

## Urbanisme

### Typologie
Au 1er janvier 2024, Villarembert est catégorisée commune rurale à habitat dispersé, selon la nouvelle grille communale de densité à sept niveaux définie par l'Insee en 2022.
Elle est située hors unité urbaine et hors attraction des villes,.

### Occupation des sols
L'occupation des sols de la commune, telle qu'elle ressort de la base de données européenne d’occupation biophysique des sols Corine Land Cover (CLC), est marquée par l'importance des forêts et milieux semi-naturels (71,7 % en 2018), en augmentation par rapport à 1990 (70,4 %). La répartition détaillée en 2018 est la suivante : 
milieux à végétation arbustive et/ou herbacée (32,9 %), forêts (26,9 %), prairies (20,2 %), espaces ouverts, sans ou avec peu de végétation (11,9 %), zones agricoles hétérogènes (4 %), espaces verts artificialisés, non agricoles (3,5 %), zones urbanisées (0,6 %).
L'IGN met par ailleurs à disposition un outil en ligne permettant de comparer l’évolution dans le temps de l’occupation des sols de la commune (ou de territoires à des échelles différentes). Plusieurs époques sont accessibles sous forme de cartes ou photos aériennes : la carte de Cassini (XVIIIe siècle), la carte d'état-major (1820-1866) et la période actuelle (1950 à aujourd'hui).

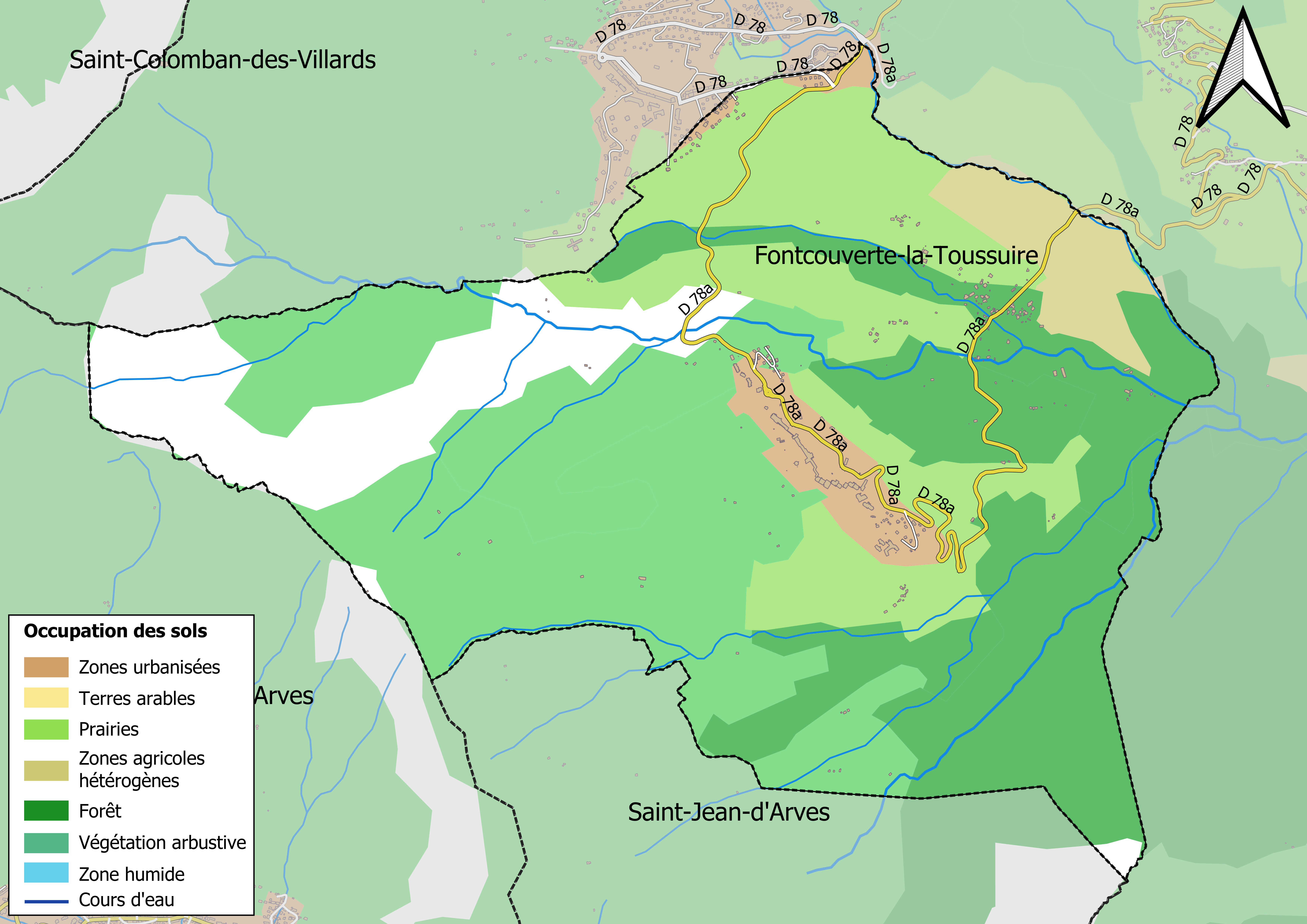
Carte des infrastructures et de l'occupation des sols en 2018 (CLC) de la commune.
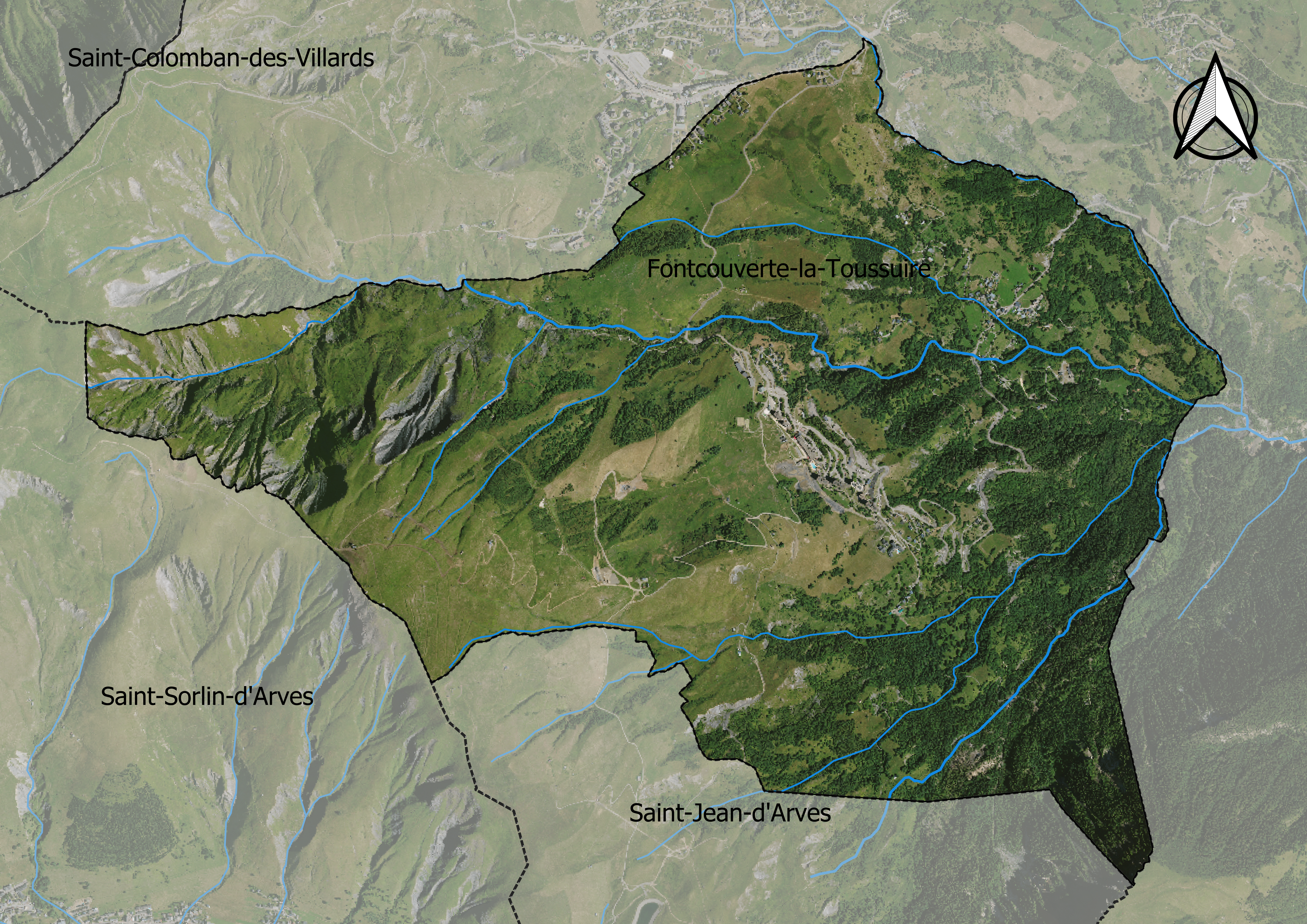
Carte orthophotogrammétrique de la commune.

## Toponymie
En francoprovençal, le nom de la commune s'écrit La Rinbèrte, selon la graphie de Conflans.

## Histoire
La bulle pontificale de Lucius III, de l'année 1184, confirme la juridiction épiscopale de Maurienne sur dix-sept paroisses dont Villarambert.
En 1801, la commune s'appelait Villarambert.

## Politique et administration

### Liste des maires
| Période                                  | Période  | Identité                   | Étiquette | Qualité |
| ---------------------------------------- | -------- | -------------------------- | --------- | ------- |
| 1971                                     | 1977     | Robert Duverney-Guichard   |           |         |
| 1995                                     | 2014     | Huguette Duverney-Guichard |           |         |
| 2014                                     | 2020     | Jean-Pierre Berthier       |           |         |
| 2020                                     | En cours | Patrice Fontaine           |           |         |
| Les données manquantes sont à compléter. |          |                            |           |         |

## Démographie
Les habitants de Villarembert se nomment les Rembertins.
L'évolution du nombre d'habitants est connue à travers les recensements de la population effectués dans la commune depuis 1793. Pour les communes de moins de 10 000 habitants, une enquête de recensement portant sur toute la population est réalisée tous les cinq ans, les populations de référence des années intermédiaires étant quant à elles estimées par interpolation ou extrapolation. Pour la commune, le premier recensement exhaustif entrant dans le cadre du nouveau dispositif a été réalisé en 2004.

En 2022, la commune comptait 245 habitants, en évolution de +0,41 % par rapport à 2016 (Savoie : +3,63 %, France hors Mayotte : +2,11 %).
| 1793 | 1800 | 1806 | 1822 | 1838 | 1848 | 1858 | 1861 | 1866 |
| ---- | ---- | ---- | ---- | ---- | ---- | ---- | ---- | ---- |
| 525  | 571  | 592  | 412  | 439  | 477  | 430  | 424  | 436  |

| 1872 | 1876 | 1881 | 1886 | 1891 | 1896 | 1901 | 1906 | 1911 |
| ---- | ---- | ---- | ---- | ---- | ---- | ---- | ---- | ---- |
| 457  | 458  | 453  | 446  | 431  | 420  | 413  | 397  | 370  |

| 1921 | 1926 | 1931 | 1936 | 1946 | 1954 | 1962 | 1968 | 1975 |
| ---- | ---- | ---- | ---- | ---- | ---- | ---- | ---- | ---- |
| 318  | 293  | 269  | 244  | 226  | 169  | 126  | 169  | 207  |

| 1982 | 1990 | 1999 | 2004 | 2006 | 2009 | 2014 | 2019 | 2022 |
| ---- | ---- | ---- | ---- | ---- | ---- | ---- | ---- | ---- |
| 213  | 209  | 290  | 265  | 260  | 253  | 254  | 252  | 245  |

## Culture locale et patrimoine

### Lieux et monuments
- Église Saint-Martin.

### Édifice religieux proche
- La cathédrale Saint-Jean-Baptiste de Saint-Jean-de-Maurienne, classée monument historique en 1926, située à 6,2 kilomètres de la commune, a été construite au XIe siècle et réparée au XVe siècle car elle avait été endommagée par les inondations de 1439 et 1440.

### Autres lieux intéressants proches de la commune
Le sommet Le Grand Truc à 1,1 kilomètre, la montagne Le Calvaire à 1,7 kilomètre sur la commune de Foncouverte-la-Toussuire et le sommet la Pointe du Corbier distant de 2,7 kilomètres sur la commune de Saint-Sorlin d'Arves.

### Musées proches de la commune
- Le Conservatoire des industries hydroélectriques spécialisé sur la technique et l'industrie, labellisé Musée de France, à Allemond (22,9 kilomètres) et qui contient notamment des collections en physique et industrie.
- Le musée Jadis-Allevard spécialisé en ethnologie et Histoire, labellisé Musée de France, à Allevard (23 kilomètres).

### Appellations d'origine contrôlée
La commune se trouve sur le territoire des appellations d'origine contrôlée pour le beaufort et le gruyère.

### Personnalités liées à la commune
- Justine Triet y a tourné les scènes de chalet de son film Anatomie d'une chute, récompensé par la Palme d'Or au Festival de Cannes 2023.